# Pine Hills (Flórida)
Pine Hills é uma Região censo-designada localizada no estado americano da Flórida, no Condado de Orange.

## Demografia
Segundo o censo americano de 2000, a sua população era de 41.764 habitantes.

## Geografia
De acordo com o United States Census Bureau tem uma área de 20,5 km², dos quais 19,9 km² cobertos por terra e 0,6 km² cobertos por água.

## Localidades na vizinhança
O diagrama seguinte representa as localidades num raio de 16 km ao redor de Pine Hills.